# Zeilhard
Zeilhard ist ein Stadtteil von Reinheim im südhessischen Landkreis Darmstadt-Dieburg.

## Geographie
Zeilhard liegt am Westrand eines fruchtbaren und waldlosen Lössgebietes, das sich bis Groß-Umstadt erstreckt. Die Ortslage ist rund 7 km südwestlich von Dieburg sowie dreieinhalb Kilometer von der Gersprenz entfernt und liegt mit großen Neubaugebieten überwiegend nördlich des Zeilharder Bachs, einem linken westlichen Zufluss der Gersprenz, dessen Unterlauf als Hirschbach bekannt ist. Der alte Dorfkern mit der Hauptstraße  und der unteren Dilshofer Straße liegt auf der südlichen rechten Seite des Bachs. Einen Kilometer südlich von Zeilhard bildet der Weiler Dilshofen am Dilsbach mit seiner Feldflur den Südteil der Gemarkung.
Zeilhard ist im Osten mit dem Stadtteil Georgenhausen zusammengewachsen und grenzt im Norden an das Gebiet von Groß-Zimmern, im Nordwesten an Roßdorf, im Westen an Ober-Ramstadt, im Süden an die Gemarkung Reinheim und im Südosten und an die Gemarkung Spachbrücken.
Der Stadtteil Zeilhard umfasst die Gemarkung Zeilhard. Diese erstreckte sich nach dem Stand von 1961 über eine Fläche von 365 Hektar. 1961 galten 53 Hektar als bewaldet. Da es in der Nähe von Zeilhard keinen Wald gibt, hatte der Ort Anteil an der Dieburger Mark. Alle Gemeinden, die ursprünglich zur Dieburger (Wald-)Mark gehörten, nutzten bis 1812 das Waldgebiet westlich von Dieburg genossenschaftlich. Gewinnung von Brennholz und Bauholz, von Gerberlohe und Holzkohle, dazu Waldweide, Rodung und Renaturierung sowie alle Streitigkeiten wurden auf einem Märkerding geregelt, das bei Dieburg im Freien tagte, zu der jede ortsansässige Familie einen Vertreter (Märker) schickte und die unter der Schirmherrschaft des Mainzer Erzbischofs stand. 1812 wurde die Genossenschaft aufgelöst und der Wald je nach der Anzahl der Märker auf die beteiligten Gemeinden aufgeteilt. Georgenhausen etwa stellte 46 Märker und erhielt daher 319 Morgen (rund 40 Hektar) Gemeindewald, ähnlich Zeilhard und Klein-Zimmern. Die anderen Marktgemeinden waren größer und bekamen größere Flächen. Für Zeilhard handelte es sich um die Flur 3 der Gemarkung Zeilharder Wald, eine Exklave nördlich der Gemarkung Zeilhard, die 1977, als Zeilhard schon Stadtteil von Reinheim war, in die Gemeinde Messel eingegliedert wurde.
Innerhalb der Gemarkung Zeilhard liegt die Siedlung Dilshofen.

## Geschichte

### Ortsgeschichte

Orte des Amtes Habitzheim (gelb)

Zent Umstadt (Kondominat)

Das älteste Datum der Geschichte des Dorfes Zeilhard ist die Erwähnung am 17. Mai 1323 in dem Lehnsbrief des Abtes Heinrich von Fulda an Ulrich von Bickenbach als Zylhart.
Früher glaubte man, der Ortsname in der zwei Jahre später nachgewiesenen Schreibweise Zygelhard leite sich aus Ziegel und Hard (=Berg) ab und wies darauf hin, dass es in Zeilhard eine Ziegelei gab (in der Dilshofer Straße). An verschiedenen Stellen liegen Tonschichten an der Erdoberfläche, die im gelben Lössgebiet deutlich sichtbar sind und in den Straßennamen Auf der roten Erde und In den Rödern enthalten sind. Aber die Urkunden, die von Zygelhard reden, stammen alle von Bergsträßer Notaren, die nach dem Gehör schrieben, während die Fulder und Erbacher Notare, die sicher auf ältere Urkunden zurückgreifen konnten und es wissen mussten, Zylhard schrieben (mit langem i). Der Bergsträßer Urkundenschreiber von 1325 hielt den Namen Zielhard, den er hörte, für eine mundartliche Kurzform (wie Håzem statt Habitzheim) und glaubte recht daran zu tun, wenn er stattdessen Zygelhard schrieb.
Zwar gibt es im Mittelhochdeutschen die Wörter zil (Dornbusch) und zile (Zeile, Reihe, Gasse) – das wäre zur Benennung eines Ortes schon denkbar. Vielleicht steckt aber ein keltisches Wort dahinter, etwa walisisch cymr. tyle (Abhang, Hügel). Hard war Ödland am Rand der Gemarkung, das man wegen der großen Entfernungen allenfalls als Weideland nutzen konnte. Im Hochmittelalter, als man mehr Ackerfläche brauchte, begann man an diesen Rändern neue Siedlungen zu gründen und das Ödland unter den Pflug zu nehmen. Typische Namen dafür sind Hagen (Hain, Hahn) und Hard.
In den historischen Dokumenten ist der Ort dann im Laufe der Jahrhunderte unter wechselnden Schreibweisen belegt (in Klammern das Jahr der Erwähnung): Zygelhard (1325); Zygelhard (1345); Czilehart (1347); Zygelhart (1354); Zigelhart (1380–1388); Zilhart (1397, 1407, 1586); Zylhart (1429); Zylchart (1443); Zielhart (1491); Zeilhardt (1580); Zeyler Gemarkung (1581).
Auf dem Erbwege kamen die Dörfer Zeilhard, Spachbrücken und Habitzheim an den Schenken zu Erbach. Diese Herrschaft dauerte nicht lange. 1528 verkauften die Erbacher, die Lehnsherren der Pfalzgrafen waren, unter anderem Zeilhard, für 9000 Gulden an die Grafen zu Wertheim. Georg II. von Wertheim hatte 1525 in seinem Gebiet die Reformation durchgeführt. Die neue Herrschaft, die 1581 den Namen Löwenstein annahm, trat 1621 wieder zum katholischen Glauben über. Vor diesem Glaubenswechsel begann der Dreißigjährige Krieg. Da der Löwensteiner auf der Seite der Evangelischen focht, gehörte er zu den Verlierern. Seine Besitzungen, auch die in Zeilhard, wurden eingezogen und dem Vizepräsidenten des Reichshofrats, Freiherr von Strahlendorf, geschenkt. Dieser verkaufte die Herrschaft Habitzheim an den Darmstädter Landgrafen. Nach dem Krieg kam sie 1649 wieder an Löwenstein zurück.
Der Dreißigjährige Krieg brachte für Zeilhard schlimme Zeiten. Schon bald nach Beginn des Krieges flüchteten viele in das damals befestigte Reinheim aus Furcht vor den mansfeldischen Soldaten. 1635 erreichte die Pest die Gemarkung, anschließend eine zwei Jahre dauernde Hungersnot. Im Jahre 1657 war das Dorf völlig unbewohnt. Es fiel aber nicht wüst wie so viele Dörfer und Weiler in der Umgebung. Die Zeiten der Vogtei von Bickenbach und später der von Erbach und Löwenstein-Wertheim waren in manchen Fragen der Territorialherrschaft von spannungsgeladenen Rechtsunsicherheiten geprägt, die mehrfach militärische Einsätze zur Folge hatten:
- Zeilhard bildete zusammen mit Spachbrücken ein eigenes Ortsgericht und damit eine politische Gemeinde. Der an der Spitze stehende Schultheiß wurde von dem jeweiligen Vogteiherren ernannt. Von den sieben Schöffen, die ihm zur Seite standen, musste einer aus Zeilhard sein.
- Übergeordnet und zuständig für die Zentherrschaft war der Zentschultheiß. Auch diesen hatten Zeilhard und Spachbrücken gemeinsam.
- Seit der Bayrischen Fehde 1504 mischten sich die Pfalz und Hessen in die Zentherrschaft.

Im Frieden zu Luneville ging die Umstädter Zentherrschaft an die Landgrafschaft Hessen-Darmstadt über. Die Pfalz hatte somit ihren Anspruch verloren. Durch den Reichsdeputationshauptschluss vom 25. Februar 1803 erhielt Hessen-Darmstadt nach und nach die Herrschaft über das Gebiet. Nach Beitritt zum napoleonischen Rheinbund 1806 wurde die Landgrafschaft Hessen-Darmstadt zum Großherzogtum Hessen aufgewertet.
Die Statistisch-topographisch-historische Beschreibung des Großherzogthums Hessen berichtet 1829 über Zeilhard:

„Zeilhardt (L. Bez. Reinheim) luth. Filialdorf; liegt 3⁄4 St. von Reinheim, und hat 47 Häuser und 281 Einw., die außer 5 Kath., 1 Reform. und 12 Juden lutherisch sind. – Dieses Dorf war ein Zugehör des Schlosses Habizheim, das die Herrn von Bickenbach als ein Lehen von Fulda erworben hatten. Mit diesem Schlosse wurde der Ort pfälzisch und die Erbacher, die nachher das Schloß erworben hatten, trugen nun Zeilhardt von Pfalz zu Lehen. Da aber Erbach diese Besitzungen nach und nach verkaufte, kamen auch Theile an die Grafen von Löwenstein. Im Jahr 1802 kam mit Umstadt der pfälzische Antheil und 1805 durch Tausch das Löwensteinische Vogteirecht an Hessen. Sehr wahrscheinlich war Zeilhardt früher ein Filial von Dieburg.“

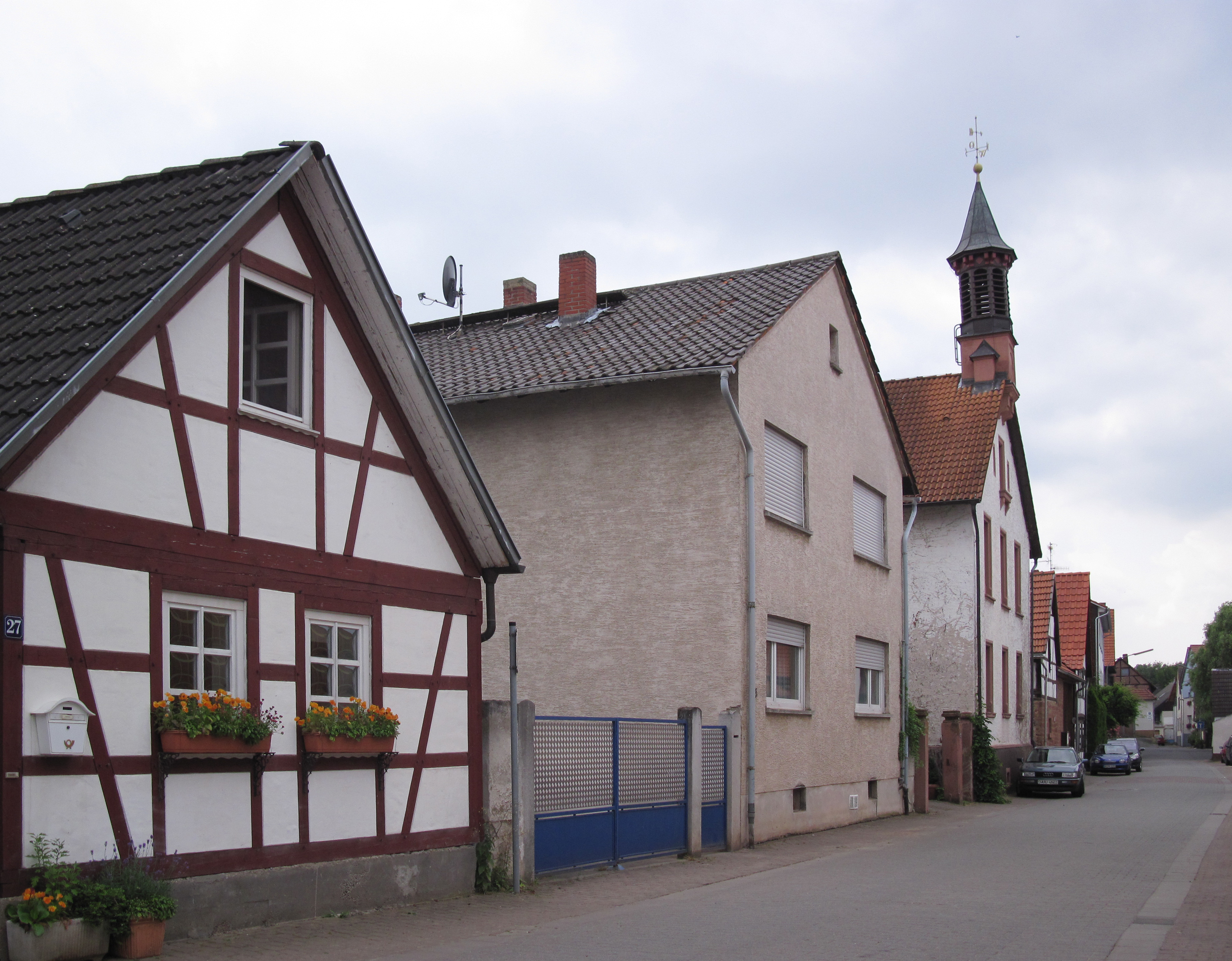
Frühere Schule (Haus mit Dachreiter), Hauptstraße 23

Kirchlich gehört Zeilhard mindestens seit der Reformationszeit zu Georgenhausen. Seit 1968 wird das auch im Doppelnamen der Kirchengemeinde „Evangelische Kirchengemeinde Georgenhausen/Zeilhard“ zum Ausdruck gebracht. Im Mittelalter gingen die Zeilharder möglicherweise in Rossdorf in die Kirche. Belege dafür fehlen. Der einzige Hinweis ist, dass die Zeilharder noch im 19. Jahrhundert Abgaben an die Rossdörfer Pfarrei zu zahlen hatten. Georgenhausen dagegen war im Mittelalter eine eigene Filiale der Pfarrei Dieburg; für die Georgenhäuser Kirche war ein eigener Kaplan abgestellt.
Katholiken hat es in Zeilhard immer gegeben. Sie waren um 1700 anscheinend dem evangelischen Pfarrer von Georgenhausen zugeordnet und wurden von ihm getauft, getraut und begraben. Später waren sie der katholischen Pfarrei Groß-Zimmern angeschlossen und seit 1919 der Pfarrgemeinde Reinheim, die seit 1954 einen eigenen Pfarrer hat.
Auch die Schule hatte Zeilhard zunächst mit Georgenhausen gemeinsam (im Vorläufer des heutigen Gemeindehauses). 1787 bekam die Gemeinde mit Johann Heinrich Mohr einen eigenen Lehrer, der seinen Unterricht in Zeilhard hielt. Über das erste Schulgebäude ist nichts bekannt. Seit 1828 fand der Unterricht in einem alten Bauernhaus Hauptstraße 23 statt, das 1864 durch das jetzige Gebäude ersetzt wurde. Da es bald zu klein war, baute die Gemeinde 1905 in der Schulstraße ein neues Schulhaus, in dem auch die Bürgermeisterei untergebracht war. Diese Schule tat ihren Dienst bis zur Errichtung der Hirschbachschule 1957. Seit 1967 besuchen die oberen Klassen die Dr.‑Kurt‑Schumacher‑Schule in Reinheim.
Hessische Gebietsreform (1970–1977)
Im Zuge der Gebietsreform in Hessen fusionierten die Gemeinden Spachbrücken, Ueberau und Zeilhard mit der Stadt Reinheim zum 31. Dezember 1971 auf freiwilliger Basis zur erweiterten Stadt Reinheim. Für die Stadtteile wurden Ortsbezirke eingerichtet. Für die Stadtteile Georgenhausen und Zeilhard wurde nach 1977 ein gemeinsamer Ortsbezirk eingerichtet.

### Verwaltungsgeschichte im Überblick
Die folgende Liste zeigt die Staaten und Verwaltungseinheiten, denen Zeilhard angehört(e):
- vor 1323: Heiliges Römisches Reich, Zent Umstadt (Kondominat), Amt Habitzheim des Klosters Fulda
- ab 1323: Heiliges Römisches Reich, Zent Umstadt, Amt Habitzheim an die Herren von Bickenbach
- ab 1360: Heiliges Römisches Reich, Zent Umstadt, Amt Habitzheim (Bickenbachischen Rechte gehen an die Schenken von Erbach)
- ab 1390: Heiliges Römisches Reich, Kurpfalz (durch Kauf; bis 1427 an Herrschaft Hanau verpfändet), Zent Umstadt, Amt Habitzheim
- ab 1504: Heiliges Römisches Reich, Zent Umstadt (Kurpfalz und Landgrafschaft Hessen je zur Hälfte), Amt Habitzheim
- 1567–1803: Hessischer Anteil zeitweise aufgeteilt zwischen Landgrafschaft Hessen-Kassel, Landgrafschaft Hessen-Darmstadt und Hessen-Rheinfels
- ab 1528: Heiliges Römisches Reich, Zent Umstadt, Amt Habitzheim als Lehen an die Herren von Löwenstein-Wertheim
- ab 1803: Heiliges Römisches Reich, Landgrafschaft Hessen-Darmstadt,[Anm. 2] Zent Umstadt, Amt Habitzheim (der Herren von Löwenstein-Wertheim)
- ab 1805: Heiliges Römisches Reich, Landgrafschaft Hessen-Darmstadt (durch Tausch), Fürstentum Starkenburg, Amt Lichtenberg
- ab 1806: Großherzogtum Hessen,[Anm. 3] Fürstentum Starkenburg, Fürstentum Starkenburg, Amt Lichtenberg
- ab 1815: Großherzogtum Hessen[Anm. 4], Provinz Starkenburg, Amt Lichtenberg (Justizamt Reinheim)
- ab 1821: Großherzogtum Hessen, Provinz Starkenburg, Landratsbezirk Reinheim[Anm. 5]
- ab 1832: Großherzogtum Hessen, Provinz Starkenburg, Kreis Dieburg
- ab 1848: Großherzogtum Hessen, Regierungsbezirk Dieburg
- ab 1852: Großherzogtum Hessen, Provinz Starkenburg, Kreis Dieburg
- ab 1871: Deutsches Reich, Großherzogtum Hessen, Provinz Starkenburg, Kreis Dieburg
- ab 1918: Deutsches Reich (Weimarer Republik), Volksstaat Hessen, Provinz Starkenburg, Kreis Dieburg
- ab 1938: Deutsches Reich, Volksstaat Hessen, Landkreis Dieburg[13][Anm. 6]
- ab 1945: Deutsches Reich, Amerikanische Besatzungszone,[Anm. 7] Groß-Hessen, Regierungsbezirk Darmstadt, Landkreis Dieburg
- ab 1946: Deutsches Reich, Amerikanische Besatzungszone, Land Hessen, Regierungsbezirk Darmstadt, Landkreis Dieburg
- ab 1949: Bundesrepublik Deutschland, Land Hessen, Regierungsbezirk Darmstadt, Landkreis Dieburg
- ab 1972: Bundesrepublik Deutschland, Land Hessen, Regierungsbezirk Darmstadt, Landkreis Dieburg, Stadt Reinheim[Anm. 8]
- ab 1977: Bundesrepublik Deutschland, Land Hessen, Regierungsbezirk Darmstadt, Landkreis Darmstadt-Dieburg, Stadt Reinheim

### Dilshofen

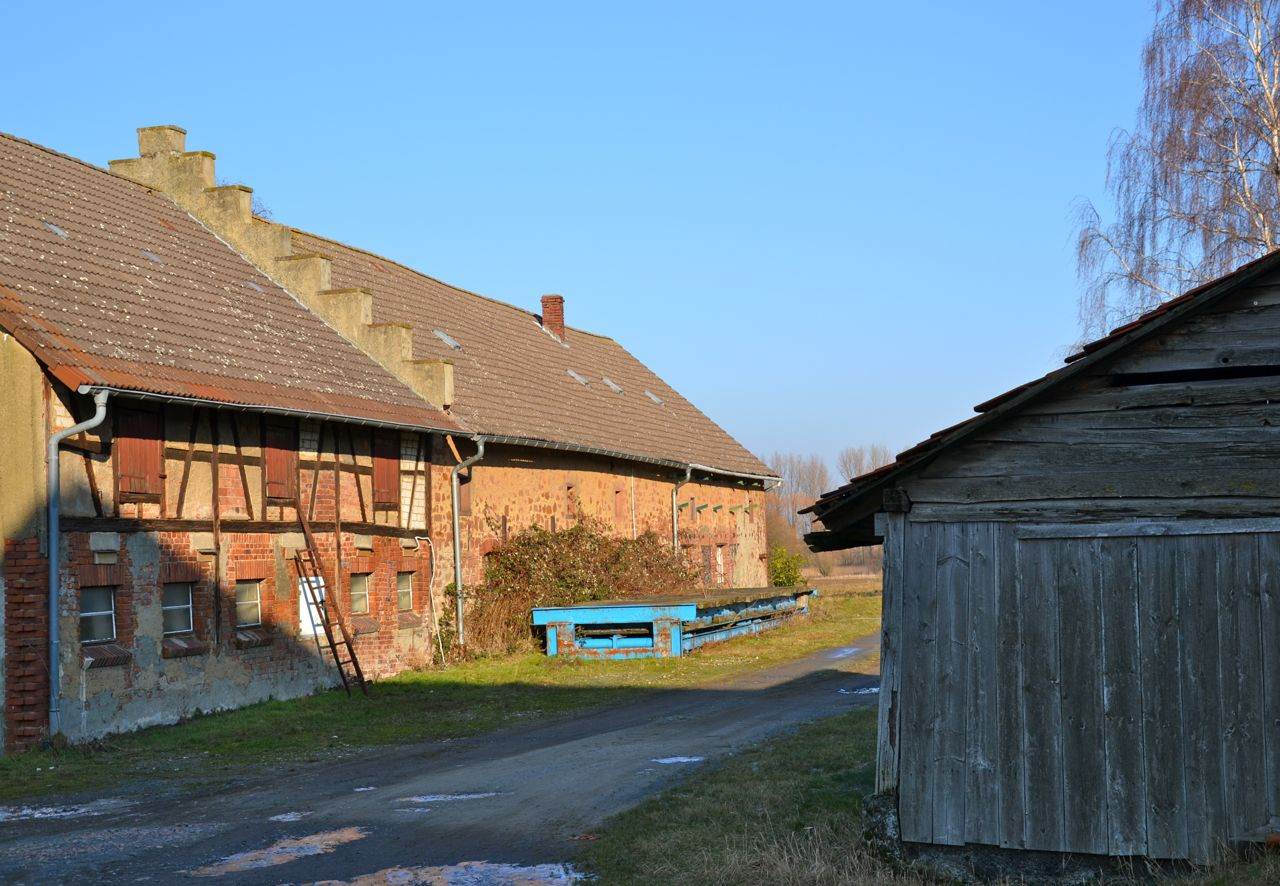
Bauernhof in Dilshofen

Am Beispiel des Weilers Dilshofen mit drei Bauernhöfen und vier Wohnhäusern lässt sich heute noch die frühere territoriale Zersplitterung erkennen. Der westliche Hof gehört zu Ober-Ramstadt, der Rest des Weilers zu Zeilhard. Bis 1977 verlief die Landkreisgrenze von Darmstadt und Dieburg mitten durch die Hofstätten. Sie ging sogar durch das ehemalige Haxthausensche Hofhaus hindurch. Das landwirtschaftliche Anwesen Dilshof erscheint erstmals 1338 auf Urkunden als Wildhube im Bannwald Dreieich, die ein kaiserliches Lehen des Vogt zu Münzenberg war. 1454 wird ein Heylle Dyelßhoiffer genannt, der eine Bede von 6 Schilling für einen Garten zahlt. Das benachbarte Hofgut Dielsheim war schon immer Darmstädter Lehen gewesen.

### Haare-Dorf
Die Bezeichnung Haare ist die volkstümliche Bezeichnung für Heiden. Der Volksmund meinte in erster Linie damit die Zigeuner. Zigeuner wurden früher Angehörige eines nomadisierenden Volksstammes genannt, die um 1100 aus dem indisch-persischen Raum über den Balkan nach Europa kamen. In Zeilhard gibt es keine Kirchengemeinde. Die Überlieferung spricht davon, dass Zeilhard die Selbständigkeit angestrebt hatte. Dazu bedurfte es aber einer gewissen Einwohnerzahl. Um diese Zeit wurde der katholischen Sinti-Familie Eckstein, die gerade ihr Winterquartier in Zeilhard bezogen hatte, ein Junge geboren, womit die gewünschte Einwohnerzahl erreicht war und Zeilhard hatte seine politische Selbständigkeit erreicht. Als Dank wurde der Familie Eckstein das Recht auf ein regelmäßiges Winterquartier zugebilligt.
Tatsache ist, dass Franz Joseph Eckstein, 1801 in Zeilhard geboren, bei seiner Trauung am 27. September 1833 als neuer Ortsbürger aufgezählt wurde. Von Beruf war er Schausteller und Händler. Dahinter verbarg sich ein Marionettenspieler, Musikant und Seiltänzer. Als solcher war er auf das Landfahrerleben angewiesen. So wurde aus Zeilhard das Landfahrer- oder auch „Haare“-Dorf. Die heimliche Hymne ist das Zigeunerlied.

### Prellball-Dorf
Seit 1928 wird in Zeilhard nachweislich Prellball gespielt, der TV Zeilhard fungierte somit als Pionier im hessischen Raum in dieser Mannschaftssportart. Die Mannschaften errangen im Laufe der Jahre unzählige Meisterschaften, herausragend zuletzt im Jahre 2003 die Deutsche Meisterschaft (mit der Mannschaft Marcel Hörbert, Stefan Lassig, Kay Schuchmann, Daniel Weber und Markus Wohlfahrt).

## Bevölkerung

### Einwohnerentwicklung
| • 1633: | 45 Einwohner             |
| • 1695: | 35 Einwohner             |
| • 1829: | 281 Einwohner, 47 Häuser |
| • 1867: | 358 Einwohner, 53 Häuser |

| Zeilhard: Einwohnerzahlen von 1829 bis 2023 | Zeilhard: Einwohnerzahlen von 1829 bis 2023 | Zeilhard: Einwohnerzahlen von 1829 bis 2023 | Zeilhard: Einwohnerzahlen von 1829 bis 2023 | Zeilhard: Einwohnerzahlen von 1829 bis 2023 |
| --- | ------------------------------------------- | ------------------------------------------- | ------------------------------------------- | ------------------------------------------- |
| Jahr |                                             |                                             |                                             | Einwohner                                   |
| 1829 | 1829                                        |                                             | 281                                         | 281                                         |
| 1834 | 1834                                        |                                             | 291                                         | 291                                         |
| 1840 | 1840                                        |                                             | 344                                         | 344                                         |
| 1846 | 1846                                        |                                             | 380                                         | 380                                         |
| 1852 | 1852                                        |                                             | 410                                         | 410                                         |
| 1858 | 1858                                        |                                             | 409                                         | 409                                         |
| 1864 | 1864                                        |                                             | 348                                         | 348                                         |
| 1871 | 1871                                        |                                             | 363                                         | 363                                         |
| 1875 | 1875                                        |                                             | 370                                         | 370                                         |
| 1885 | 1885                                        |                                             | 403                                         | 403                                         |
| 1895 | 1895                                        |                                             | 412                                         | 412                                         |
| 1905 | 1905                                        |                                             | 491                                         | 491                                         |
| 1910 | 1910                                        |                                             | 548                                         | 548                                         |
| 1925 | 1925                                        |                                             | 616                                         | 616                                         |
| 1939 | 1939                                        |                                             | 652                                         | 652                                         |
| 1946 | 1946                                        |                                             | 873                                         | 873                                         |
| 1950 | 1950                                        |                                             | 832                                         | 832                                         |
| 1956 | 1956                                        |                                             | 817                                         | 817                                         |
| 1961 | 1961                                        |                                             | 833                                         | 833                                         |
| 1967 | 1967                                        |                                             | 1.057                                       | 1.057                                       |
| 1970 | 1970                                        |                                             | 1.051                                       | 1.051                                       |
| 1981 | 1981                                        |                                             | 2.267                                       | 2.267                                       |
| 1990 | 1990                                        |                                             | ?                                           | ?                                           |
| 2003 | 2003                                        |                                             | 2.471                                       | 2.471                                       |
| 2011 | 2011                                        |                                             | 1.986                                       | 1.986                                       |
| 2015 | 2015                                        |                                             | 2.204                                       | 2.204                                       |
| 2023 | 2023                                        |                                             | 2.089                                       | 2.089                                       |
| Datenquelle: Historisches Gemeindeverzeichnis für Hessen: Die Bevölkerung der Gemeinden 1834 bis 1967. Wiesbaden: Hessisches Statistisches Landesamt, 1968. Weitere Quellen: LAGIS; Geschichte Zeilhards; Stadt Reinheim2015, 2023; Zensus 2011 |                                             |                                             |                                             |                                             |

### Historische Religionszugehörigkeit
| • 1829: | 263 lutherische (= 93,59 %), ein reformierter (= 0,336 %), 12 jüdische(= 4,27 %) und 5 katholische (= 1,78 %) Einwohner |
| • 1961: | 724 evangelische (= 86,91 %), 59 römisch-katholische (= 10,68 %) Einwohner                                              |

## Politik
Für Georgenhausen und Zeilhard besteht ein Ortsbezirk (Gebiete der ehemaligen Gemeinden Georgenhausen und Zeilhard) mit Ortsbeirat und Ortsvorsteher nach der Hessischen Gemeindeordnung. Der Ortsbeirat besteht aus sieben Mitgliedern. Details siehe Politik Georgenhausen.

## Regelmäßige Veranstaltungen
- Mai: Zeilharder Touristik Triathlon
- Letztes Wochenende im August: Kerb[21]

## Naturdenkmale
In der Gemarkung Zeilhard liegt östlich vom Weiler Dilshofen das flächenhafte Naturdenkmal „Lösswand am Fußpfad Bahnhof Georgenhausen–Zeilhard“, ein Halbtrockenrasen mit seltenen Pflanzen.

## Verkehr
Die Bundesstraße 38 führt am Nordrand von Zeilhard vorbei. Für den Anschluss an die Bundesstraße und an den Nachbarort Georgenhausen sorgen die Kreisstraßen K 129 und K 130.
Bis 1979 gab es bei Dilshofen den Haltepunkt Zeilhard der Odenwaldbahn, bei Streckenkilometer 20,90 km zwischen den Bahnhöfen Reinheim und Ober-Ramstadt. Als Bahnhof wurde die Station vermutlich am 15. Mai 1871 eröffnet. Bereits ab dem 22. Oktober 1962 war der Bahnhof nicht mehr mit Personal besetzt und wurde am 8. Dezember 1972 in einen Haltepunkt umgewandelt. 1979 wurde der Haltepunkt aufgelassen.